# 世にも奇妙な物語 春の特別編 (2000年)
『世にも奇妙な物語 春の特別編』（よにもきみょうなものがたり はるのとくべつへん）は、2000年3月27日（月曜日）21:00 - 22:54（JST）にフジテレビで放送された『世にも奇妙な物語』の特別編。2000年代に入って初の作品。

## 銃男

### あらすじ
気弱な銀行員・田中の家に突然拳銃が届く。他人に知られることを恐れて常に拳銃を持ち歩くようになるが、そのことが自信になり強気な人格に変貌してゆく。

### キャスト
- 田中太郎 - 草彅剛
- 同僚山本 - 今井陽子
- 同僚島 - 遠山俊也
- 同僚三田 - 来栖あつこ
- 銀行員市川 - 林光樹
- 同僚高田 - 関野昌也
- 携帯電話男 - 弓削智久
- 宅配便男 - 吉田朝
- 桑田社長 - 庄司永建
- 支店長 - 新井量大
- 椎名社長 - ト字たかお
- お掃除おばちゃん - 前沢保美
- 金髪男 - 羽村英
- 組員 - プリンプリン
- 刑事 - 天現寺竜
- 警官 - 阪口拓也
- 派出所警官 - 矢沢幸治
- 日下部社長 - 勝光徳
- 料理店店主 - 新冨重夫
- 散歩主婦 - 石谷美幸
- 構成員 - 楯昌之
- 課長 - 小日向文世

### スタッフ
- 脚本 - 越智真人
- 演出 - 村上正典

## 記憶リセット

### あらすじ
啓太と亜矢子は別れることになり、新開発された記憶リセット装置で互いの思い出を消すことにした。しかし啓太は直前になって躊躇い、結局記憶をリセットすることを止めてしまった。5年後、書店の店長として働く啓太の前に、亜矢子が新人として現れる。しかし亜矢子はやはり啓太のことを覚えていないようだった。

### キャスト
- 辻村啓太 - 中山秀征
- 野上亜矢子 - 戸田菜穂
- 女子店員 - 川津春
- 女医 - 森麻衣子
- 医師 - 篠井英介
- 早坂 - 青木伸輔

### スタッフ
- 原作 - 渡辺浩弐「別れる方法」（『2999年のゲーム・キッズ完全版DX』所収 / 講談社）
- 脚本 - 相沢友子
- 演出 - 西谷弘

## 奇数

### あらすじ
会社員の中田はバス停の列に並んだ。バスが着くと客たちはみな、並んでいた通りに座席番号順に座ってゆく。中田は七番目に並んでいたが、適当な席に座ってもいつまでもバスが発車しない。仕方なく空いていた七番目の席に座るとようやく動き出す。そこからバスは、停留所に停まるたびに一番目の客から順番通りに一人ずつ降車してゆく。

### キャスト
- 中田徹 - 柳葉敏郎
- 一橋綾子 - 渡辺由紀
- 三田夏雄 - 大河内浩
- 萩本治 - 竹沢一馬
- 十山冬馬 - 梅田凡和
- 二村春彦 - 三原康司
- 久保洋奈 - 山田理加
- 五木六男 - 岡部雄平
- 四宮秋人 - 山崎一
- 五木明子 - 羽野晶紀

### スタッフ
- 原作 - 斎藤肇「奇数」（『ショートショートの広場1』所収 / 講談社）
- 脚本・監督 - 杉本達

## 冷やす女

### あらすじ
アパートの一室で、キョウコはエアコンと大量の氷で部屋を冷やし続けていた。部屋の隅には登山服姿でうずくまっている恋人のケンジがいた。もっと冷やさなければという焦燥にかられるキョウコは、巨大な業務用冷蔵庫まで持ち込んできた。

### キャスト
- キョウコ - 水野美紀
- ケンジ - 辻仁成
- コンビニ店員 - 高田宏太郎
- 魚屋 - 高月忠
- 友人 - 山本恵美子

### スタッフ
- 脚本・監督 - 豊川悦司

## 最期の瞬間（とき）

### あらすじ
保険外交員の水谷は、治る見込みのない病を患った妻を抱え、娘は家を出て行ったままだった。ある若い夫婦と保険の仮契約を済ませた直後に夫にガンが見つかり、契約を断って妻に「死神」と罵られる。そのときから、水谷は保険の勧誘をするたびに契約した人たちの最期の瞬間が見えてしまうようになった。

### キャスト
- 水谷静夫 - 伊東四朗
- 実業家妻 - 水沢螢
- みつ子 - 佳田玲奈
- 黒川部長 - 浅野和之
- 医師 - 須永慶
- 勧誘員住友 - 水野あや
- 勧誘員白山 - 佐藤裕
- 喫茶店主 - 田邊年秋
- 店主妻 - 中上ちか
- 警官母 - 渡辺康子
- 交番警官 - 高橋守
- 建設会社社員 - 田中龍、坪内志郎、鎌田直
- 警官上司 - 春延朋也
- 警官同僚 - 有吉崇匡
- 警察署係官 - 児玉頼信
- サラリーマン - 森冨士夫、茂木和範
- 通行人 - 山下裕子
- 泥棒 - 叶雅貴
- 警官 - 広沢俊
- みつ子夫 - 青山真也
- キャスター - 満仲由紀子
- 実業家息子 - 中村勇斗
- みつ子息子 - 鈴木翔吾、高井裕基
- 水谷美子 - 島かおり

### スタッフ
- 脚本・演出 - 落合正幸
- 脚本協力 - 野尻靖之